# Dryopteris shiroumensis
Dryopteris shiroumensis är en träjonväxtart som beskrevs av Kurata och Nakam. Dryopteris shiroumensis ingår i släktet Dryopteris och familjen Dryopteridaceae. Inga underarter finns listade.